# Shōzō Iizuka
Shōzō Iizuka (飯塚 昭三?, Iizuka Shōzō; Tokyo, 23 maggio 1933 – Iwaki, 15 febbraio 2023) è stato un doppiatore giapponese.
Affiliato a Sigma Seven, si è laureato in belle arti presso l'università di Nihon.
È meglio conosciuto per aver prestato la propria voce per personaggi come Hakaider (Jinzō ningen Kikaider), Dr. Neo Cortex (nella serie di Crash Bandicot), Ryu Jose (Mobile Suit Gundam), Heart (Ken il guerriero), Happosai Ueda (Nintama Rantarō), Nappa (Dragon Ball Z) e il sergente Bosco Albert "B.A." Baracus (The A-Team). Inoltre ha impersonato i maggiori nemici nella serie Metal Heroes come Shaider, Gavan e Sharivan.

## Doppiaggio

### Anime
- Nadja (capo dei pirati)
- Black Jack (dottor Asakusa)
- Black Jack 21 (Dr. Kuma)
- Bleach (Baraggan Luisenbarn)
- Brave Exkaiser (Dinogeist)
- Brave Raideen (Kyoretsu Gekido)
- Captain Tsubasa (Tatsuo Mikami)
- General Daimos (Balbas, Isamu Ryūzaki)
- Deltora Quest (Soldeen)
- Devil May Cry (Pleshio)
- Dragon Ball (Androide 8)
- Dragon Ball Z (Nappa, Androide 8)
- Dragon Ball GT (Nappa)
- Ken il guerriero (Heart, Fudo della montagna)
- Fullmetal Alchemist: Brotherhood (Dominic)
- Alice nel Paese delle Meraviglie (Humpty Dumpty)
- Future GPX Cyber Formula (Tetsuichirō Kurumada)
- Mikami Agenzia Acchiappafantasmi (Santa Claus, Gondawara)
- Gun × Sword (Tony)
- Idol densetsu Eriko (Kōsuke Tamura)
- Kindaichi shōnen no jikenbo (Shūichirō Midō)
- Lost Universe (Jill Il)
- Metal Armor Dragonar (Chephov, Dorchenov)
- Mobile Suit Gundam (Ryu Jose)
- Monkey Typhoon (Gantz)
- Monster (Tomāshu Zoback)
- NG Knight Lamune & 40 (Don Harumage)
- Nintama Rantarō (Happosai Ueda)
- Oban Star-Racers (Kross)
- Paranoia Agent (Keiichi Ikari)
- Planetes (Goro Hoshino)
- Pluto (Dario XIV; episodi 4 e 5)
- Pokémon (Tadokoro)
- Pokémon Advanced Generation (Aoba, Genji)
- Rainbowman (Dongoros)
- Kenshin samurai vagabondo(Hyottoko)
- Sakigake!! Otokojuku (Raiden)
- Samurai Champloo (Zuikō)
- Il fiuto di Sherlock Holmes (ispettore Lestrade)
- Shugo Chara! (Gozen)
- Soul Eater (Alcapone)
- Space Adventure Cobra (Dan Brad)
- God Sigma (Shiwai Ritsu)
- Street Fighter II V (Dhalsim)
- Teknoman (Honda)
- Rocky Joe (Tiger Ozaki, Gerira, altri)
- Lamù (Daimajin)
- Utawarerumono (Genjimaru)
- Vultus V (Jangal)
- Yomigaeru sora -RESCUE WINGS- (Motomura)
- Yu-Gi-Oh! (serie animata 1998) (Kujirata, Dark Master Zorc)
- YuYu Hakusho (Enki)

### OAV
- Future GPX Cyber Formula (Tetsuichirou Kurumada)
- Getter Robot - The Last Day (Benkei Kuruma)
- Giant Robot: Il giorno in cui la Terra si fermò (Tetsugyu)
- Ginga eiyū densetsu (Hans Dietrich von Seeckt)
- Mazinkaiser contro il Generale Nero (Gran Signore delle Tenebre)
- Mobile Suit Gundam MS IGLOO (Martin Prochnow)
- Night Warriors: Darkstalkers' Revenge (Oboro Bishamon, Hannya)

### Film d'animazione
- Dragon Ball: La leggenda delle sette sfere (papà di Pansy)
- Dragon Ball Z: La sfida dei guerrieri invincibili (Kakūja)
- Dragon Ball: Il cammino dell'eroe (androide numero 8)
- Kingsglaive: Final Fantasy XV (Iedolas Aldercapt)
- Memories (film 1995) (Iwanofu)
- Millennium Actress (Genya Tachibana)
- Lupin III - La pietra della saggezza (Flinch)
- Le ali di Honneamise (addestratore Space Force)
- Street Fighter II: The Animated Movie (Thunder Hawk)

### Videogiochi
- 2nd Super Robot Wars Alpha (Balbas, Barnes Gernsback)
- Bleach: Soul Resurrección (Baraggan Luisenbarn)
- Bleach: Brave Souls (Baraggan Luisenbarn)
- Cowboy Bebop - Tsuioku no serenade (José González)
- Crash Bandicoot (serie) (Dr. Neo Cortex)
- Cyber Troopers Virtual-On Marz (Gill)
- Cyberbots: Full Metal Madness (Shade)
- Dragon Ball Z: Budokai (Nappa)
- Dragon Ball Z: Budokai 2 (Nappa)
- Dragon Ball Z: Budokai 3 (Nappa)
- Dragon Ball Z: Budokai Tenkaichi (Nappa)
- Dragon Ball Z: Budokai Tenkaichi 2 (Nappa)
- Dragon Ball Z: Budokai Tenkaichi 3 (Androide 8, Nappa)
- Dragon Ball Z: Burst Limit (Nappa)
- Dragon Ball Z: Infinite World (Nappa)
- Dragon Ball: Revenge of King Piccolo (Androide 8)
- Dragon Ball: Origins 2 (Androide 8)
- Dragon Ball Z: Kakarot (Androide 8)
- Final Fantasy XV (Iedolas Aldercapt)
- Fist of the North Star (Heart)
- Fullmetal Alchemist 3: The Girl who Succeeds God (Romeo Craigin)
- Genji: Dawn of the Samurai (Fujiwara no Hidehira)
- God of War III (Crono)
- Granblue Fantasy (Lord Daimon)
- Kingdom Hearts Birth by Sleep (Dr. Jumba Jookiba)
- Klonoa Heroes: Densetsu no Star Medal (Pango)
- Mega Man 8 (Dr. Light)
- Mega Man Battle & Chase (Guts Man, Dr. Light)
- Mega Man Legends 2 (Pancoskas)
- Metal Gear Solid 2: Sons of Liberty (Peter Stillman)
- Metal Gear Solid 4: Guns of the Patriots (Ed, voce dell'unità Beast)
- Ninja Gaiden 2 (Dagra Dai)
- Odin Sphere (Brigan, Belial)
- Onimusha: Dawn of Dreams (Ban Danemon)
- Policenauts (Ed Brown)
- Rogue Galaxy (Dorgengoa)
- Shining Force Neo (Graham)
- Sly 2: La banda dei ladri (Jean Bison)
- Street Fighter Alpha 3 (T. Hawk)
- Super Adventure Rockman (Dr. Light)
- Super Robot Wars Alpha (Jangal)
- Super Robot Wars OG: Original Generations (Bian Zoldark)
- Super Robot Wars A Portable (Dolchenof, Jangal, Balbas)
- Super Robot Wars Z (Lietz, Neguros)
- Super Robot Wars Z2: Rebirth Chapter (Benkei Kuruma)
- Super Robot Wars Z3: Hell Chapter (Benkei Kuruma)
- Super Robot Wars Z3: Heaven Chapter (Benkei Kuruma)
- Super Robot Wars V (Benkei Kuruma, Gran Signore delle Tenebre)
- Super Robot Wars X (Doakdar, Gran Signore delle Tenebre)
- Super Robot Wars T (Benkei Kuruma)
- Super Robot Wars 30 (Benkei Kuruma)
- Tales of Destiny (Grebaum)
- Tales of Hearts R (Zirconia)
- The Space Sheriff Spirits (Don Horror, Psycho, Khubirai)
- Trauma Center: New Blood (Lloyd Wilkens)
- Utawarerumono (Genjimaru)
- Utawarerumono: Prelude to the Fallen (Genjimaru)

### Film doppiati
- Airport '77 (Joe Patroni)
- Alien (edizione della Fuji TV) (Chief Engineer J.T. Parker)
- The A-Team (Sgt. Bosco Albert "B.A." Baracus)
- Taron e la pentola magica (Re Cornelius)
- Indiana Jones e l’ultima crociata (edizione della Nippon TV) (Sallah)
- Lilo & Stitch serie di film (professore Jumba Jookiba)
- Lilo & Stitch (Professore Jumba Jookiba)
- Agente 007 – Zona pericolo (edizione della TBS) (General Leonid Pushkin)
- Du bi quan wang da po xue di zi (Nai Man)
- Mississippi Burning – Le radici dell’odio (sceriffo Ray Stuckey)
- Monty Python's Flying Circus (Terry Jones)
- La mummia - Il ritorno (Imhotep)
- Predator (Billy)
- Rocky III (edizione della TBS) (Clubber Lang)
- Thunderbirds Are Go (The Hood)
- Thunderbird 6 (Black Phantom)
- Up (Carl Fredricksen)
- X-Men (edizione della TV Tokyo) (Juggernaut)

### Tokusatsu
- L'uomo dalla maschera di ferro generale Temujin e Grande Generale Golden Mask in Himitsu Sentai Goranger
- Satan Egos in Battle Fever J
- Vader Mons in Denshi Sentai Denziman (maggior parte degli episodi)
- Presidente Hell Satan in Taiyo Sentai Sun Vulcan
- Dora Goldhorn in Kyōryū sentai Zyuranger
- Morgumorgu in Seijuu Sentai Gingaman
- Rakuushaa in Gaoranger vs. Super Sentai
- Hyde Gene in GoGo Sentai Boukenger : The Greatest Precious
- Month Doreiku in Tensou Sentai Goseiger
- Darom capo dei sacerdoti di Gorgom in Kamen Rider Black
- Don Horror negli ep. 1-10 di Uchuu Keiji Gavan
- Psycho in Uchuu Keiji Sharivan
- Lord Kublai in Uchuu Keiji Shaider
- Satan Goss in Kyojuu Tokusou Juspion
- Generale Deathzero in Jikuu Senshi Spielban
- Battle Robot Army General Doranga in Choujinki Metalder
- Dokusai in Sekai Ninja Sen Jiraiya
- Dottore Giba in Kidou Keiji Jiban
- Doruge in Barom-1
- Hakaider in Jinzō ningen Kikaider
- Death Gutter in Space Ironmen Kyodyne (solo voce)
- Machine Bem in Spider-Man (tokusatsu)
- Golden Monsu in Seiun Kamen Machineman

### Altro
- Tokyo Disneyland Cinderella Castle Mystery Tour (voce di Re Cornelius)